# Stazione di Miggiano-Specchia-Montesano
Stazione di Miggiano-Specchia-Montesano vasútállomás Olaszországban, Puglia régióban, Miggiano településen.

## Vasútvonalak
Az állomást az alábbi vasútvonalak érintik:
- Maglie–Gagliano del Capo-vasútvonal

## Kapcsolódó állomások
A vasútállomáshoz az alábbi állomások vannak a legközelebb: 
- Stazione di Tricase (Stazione di Gagliano Leuca, Maglie–Gagliano del Capo-vasútvonal)
- Stazione di Andrano-Castiglione (Zollino railway station, Maglie–Gagliano del Capo-vasútvonal)